# Центр Байсхайма

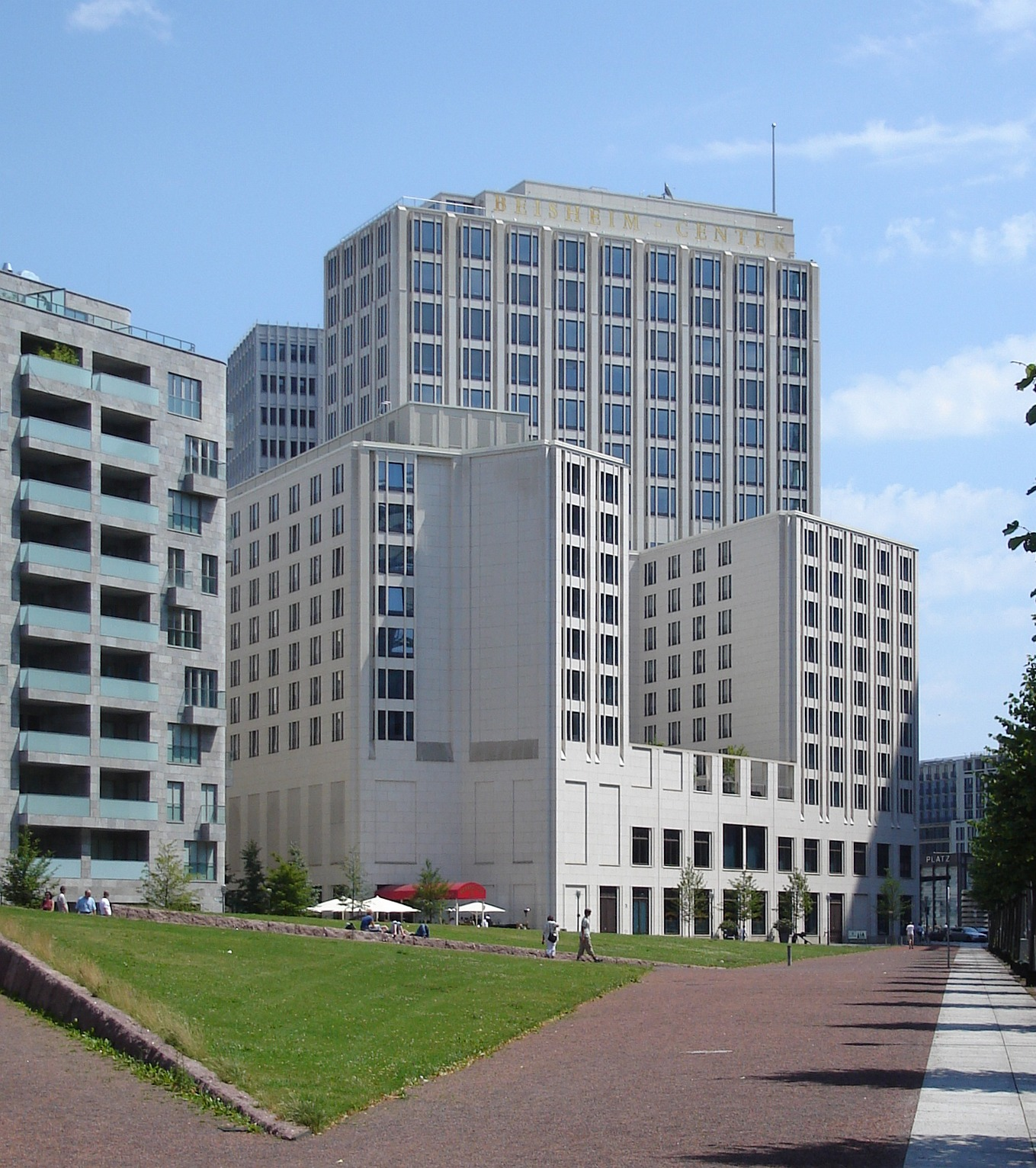
Центр Байсхайма на Потсдамской площади в Берлине

Центр Байсхайма (Байсхайм-центр, нем. Beisheim Center) — архитектурный ансамбль на Потсдамской площади в районе Тиргартен. Здание высотой в 70 м было построено на средства немецкого предпринимателя Отто Байсхайма. Затраты на строительство составили 463 млн евро.
Центр Байсхайма находится в так называемом Треугольнике Ленне и включает в себя отели The Ritz-Carlton Berlin и Berlin Marriott International, офисное здание по улице Эбертштрассе, ещё одно офисное здание по Приватштрассе, а также апартаменты: Tower Apartments над отелем Ritz-Carlton, Parkside Apartments у парка Генриетты Герц и на улице Ленне напротив Большого Тиргартена. В Центре Байсхайма впервые в Германии была осуществлена концепция «Жилье 5 звёзд плюс гостиничный сервис», что означает, что обитатели апартаментов могут пользоваться услугами и инфраструктурой отеля Ritz-Carlton. В отличие от соседних зданий на Потсдамской площади в Центре Байсхайма не предусмотрен торговый центр или предприятия досуга. Площадь перед Центром Байсхайма носит имя супруги Отто Байсхайма Инги, умершей в 1999 году.
Архитектура Центра Байсхайма отличается чёткостью форм и современной простотой. Проекты пяти корпусов Центра
подготовили четыре архитектора. Tower Apartments, отель The Ritz-Carlton Berlin и одно из офисных зданий построены по проекту архитектурного бюро Hilmer & Sattler und Albrecht и напоминают офисные здания-небоскрёбы чикагской школы. Parkside Apartments архитектурного бюро David Chipperfield Architects выполнены в традиции «каменного Берлина» по образцам Корбюзье и баухауза, перенесённым в XXI век. В проектировании Центра Байсхайма также принимало участие архитектурное бюро Бернда Альберса, создавшее проект отеля Marriott с его вертикально структурированным фасадом из светлого известняка. Отель располагает атриумом. Офисное здание по Эбертштрассе с симметричным фасадом из натурального камня было построено по проекту, подготовленному берлинским архитектурным бюро Modersohn & Freiesleben.